# 南京公交
南京公交是南京市市域内利用公共汽车作为运输载具的城市道路公共交通系统的统称，为南京交通运输的一种重要方式。广义上的南京公共交通系统还包括其他道路运输系统（南京出租车、南京市公共自行车）、水上运输系统（南京轮渡）以及城市轨道交通系统（南京地铁、南京有轨电车）。
南京公交系统的主要运营商是南京公共交通（集团）有限公司（以下简称“南京公交集团”）以及南京江宁公共交通集团有限公司（以下简称“江宁公交集团”）。
在中国大陆，公共交通属于公益型事业（不以营利为主要目的），南京市内各公交运营企业均接受南京市及市内各区的政府财政补贴。
南京公共汽车是南京主要交通工具之一，截至2017年，南京共有公交车8000余台，其中多数为新能源公交。2021年，由于各项政策调整与历时三年的减员增效行动影响，南京公交集团拥有的车辆减至不足6000台，江宁公交集团拥有车辆始终保持在1500台上下。2018年末，南京主城区运营公交线路500余条，公交线路总长度约7600公里，日均行驶里程约120万公里，日均客运量约220万人次。2017年，南京成为首批“国家公交都市示范城市”。

## 历史

### 民国时期
南京最早的公交车出现在1918年，商人余恒等人在南京招股创办金陵汽车公司，购买了8辆汽车，当时的公交车没有特定线路，乘客可以“定制线路”，包车出行。1921年，南京有了第一条公交线路：下关火车站到汤山，全长28公里。1931年5月5日，江南汽车公司成立（即现今南京公共交通集团的前身），在当时为经营南京公交的唯一业者。1937年江南汽车公司在南京沦陷前迁至西南地区。在日占期间，汪伪政府成立了华中都市公共汽车公司。1945年抗战胜利后，时任南京市市长马超俊即率领市政府接受人员乘专机飞抵南京，从新六军手中接收了敌伪汽车，且以市政府官商合办的名义，成立了首都汽车公司，同时江南汽车公司亦迁回南京，此时的南京公交形成了商办的江南汽车公司与官办的首都汽车公司二者互相竞争的局面。

### 新中国成立初期
1949年解放军攻占南京后，军管会即接管了官办的首都汽车公司，并大力扶持商办的江南公司复业，同时帮助原江南公司遣散的职工组织汽车合作社。1951年9月，汽车合作社并入江南公司，同年10月1日江南公司率先在市内实行公私合营并更名为南京市公交公司，并独家经营城市客运。1954年2月，南京市公交公司与南京汽车运输公司合并，成立地方国营南京汽车公司，属南京市交通局管理。原首都汽车公司在军管会接管后，于1949年9月更名为南京公共汽车公司，同年底南京公共汽车公司奉命迁往北京支援首都建设。1960年4月1日，公共交通从南京汽车公司划出，成立南京市公共交通公司（下属客车为蓝色），属南京市城建局管理。

### 1997～2012“三驾马车”时期
1997年9月26日香港雅高巴士服务（中国）有限公司与南京市公共交通总公司合作组建南京公交雅高巴士有限公司（下属客车为绿色）并由港方控股，随后扩大经营。1998年南京市公共交通总公司下属第一汽车公司整建制切入南京中北（集团）股份有限公司并更名为南京中北巴士公司（下属客车为橘红色）。随后的几年中南京又相继成立了南京新城巴士公司（下属客车为紫色）、南京新宁浦巴士公司（下属客车为黄色）、南京双虹巴士公司等公交运营公司，形成了多家经营的局面。

### 2012～2019国营“江南扬子东山”时期
2012年7月31日，南京市公共交通总公司及其他公交运营公司按照现代企业制度进行整体改制，改制后成立南京公共交通（集团）有限公司，代表南京市人民政府行使出资人职责，南京中北集团巴士分公司委托南京公交集团管理运营4年，更名为南京江南公交客运有限公司下属第一巴士公司，并根据运营地区将运营公司拆分为如下公司：
- 南京江南公交客运有限公司：主要负责长江以南主城区（除了江宁、溧水和高淳以外的长江以南部分）的公交线路，南京市政府的全资子公司；
- 南京扬子公交客运有限公司：主要负责长江以北地区及往返主城区的公交线路，南京市政府的全资子公司；
- 南京东山公交客运有限公司：主要负责江宁区及往返主城区的公交线路，由江宁区政府控股，南京市政府参股。

原溧水县和高淳县的公交系统不参与此次改造。
2013年9月26日，南京公交雅高巴士公司委托南京公交集团运营管理，原定改称为南京江南公交客运有限公司第六巴士公司，实际上未执行。并于2014年4月29日完成了对雅高巴士的收购，并且雅高巴士各车队划入江南公交各分公司分别管理。
2014年3月21日，原南京通盛客运有限公司更名为南京江宁公共交通集团有限公司，并吸收合并南京公共交通（集团）有限公司下辖的新城巴士公司，原通盛客运的主体成立南京东山公交客运有限公司，新城巴士旗下的所有线路则移交给东山公交运营。
2016年7月1日，南京公交集团结束对中北巴士的托管管理，江南公交第一巴士公司旗下线路全面以公交集团标准运营管理，继续沿用第一巴士公司名称
2017年11月23日，公交集团收购南京公交雅高巴士有限公司100%股权，南京公交体制改革到此结束。

### 2019至今
2019年11月，南京公共交通（集团）有限公司将江南公交客运有限公司下属四个分公司及扬子公交客运有限公司下属四个分公司划拨给市公交集团直接管理，其中扬子公交下属高新分公司及大厂分公司合并为江北新区客运公司，其他分公司则保持原有运营范围不变。
自此南京公交的运营格局如下：
- 南京公共交通（集团）有限公司：主要负责长江以南主城区（定义见上）和长江以北地区的公交线路，是南京市政府的全资子公司，不再区分江南公交和扬子公交；
- 南京东山公交客运有限公司：主要负责江宁区及往返主城区的公交线路，由江宁区政府控股（81%）、南京市政府参股（19%）；
- 南京溧水交通公共客运有限公司：主要负责溧水区的公交线路，是溧水区政府的全资子公司；
- 南京淳科公交有限公司：主要负责高淳区的公交线路，是高淳区政府的全资子公司。

## 运营车辆
1932年，江南汽车公司开通中山陵园游览车，夏天用湘竹遮帘，栏杆扶手镀铜，座位是皮垫沙发。1934年后，江南汽车公司自行设计制造的公共汽车，座位由马蹄形改为横排朝前，车身漆淡湖蓝色，新颖美观。此后的50年中，这个颜色一直是南京公交主色调。当时的公交车，有进口的奔驰、雪佛兰、福特等车型。1938年，南京城每日投入营运的公交汽车数量约120至140辆，每日乘客人数约为12万人。
20世纪50年代早期，公共汽车改装为木炭驱动，后木炭告缺，又在车后安装火炉，改烧白煤为动力。1958年10月，10辆解放牌客车投入运营，这是南京公交采用国产公共汽车的开始。逐渐地，白煤车也全部淘汰。1959年，南京公交开始采用铰接客车，一辆车上坐站加起来可以容纳170人。1960年，南京兴建无轨电车，全部工程投资638.35万元。电网采用不同的架设方法，中山路、中央路、中山南路等道路，用单臂链式悬吊；新街口、鼓楼、热河路等3个广场用蛛网式钢索结构，其中鼓楼广场中央不立电杆，保持广场宽广和谐的特色。1974年，南京公交淘汰所有外国牌号旧车，车辆实现国产化，由公交总公司下属车辆厂生产的公交车（即现在的建康牌客车）成为当时的主要用车。1995年，运行了35年的无轨电车全数退役。1995年还出现了双层客车，最先应用的是南京公交“大桥线”，后逐步推广用于1路、2路、9路、16路、17路、74路、101路（即701路）、105路（即705路，已并入754路）、南栖线（即206路）、游1路（即201路，第一代）、特1线（即100路）等大客流线路。16路曾运用过南京公交历史上唯一一台搭载空调的双层巴士“6-5113”（型号为金陵JLY6110SA6）。但双层客车因为不适应主城区的道路以及出于安全性考虑逐渐被淘汰，最后一台双层车于2013年在17路退役。
1998年9月，南京市区淘汰所有铰接客车，改用单车无人售票车。2006年左右，南京主城区运营的普通前置非空调客车基本实现了油改气，采用压缩天然气作为客车燃料，与后置空调柴油车并存。2010年，南京雅高巴士首次引进由锂电池作储能装置的巴士，投放于公交游1路，位于迈皋桥站附近的江苏省首座电动公交车充电站也一并投入使用，2012年，南京中北巴士与南京公交总公司共引进20台搭载福工混合动力系统的插电式油电混合动力巴士，投放于公交11路。2013年，重组后的南京公交集团增购30台油电混合动力巴士（20台插电，10台普通），并大量引入LNG清洁能源巴士以保障亚青会、青奥会的顺利召开。2014年，南京公交集团引进5台铰接客车（用于公交100路区间，2020年初因疫情退役）。2015年，江宁公交集团首次引进插电式气电混合动力巴士，并于2016、2017、2020年继续大量增购该类车型。2018年，春秋旅游旗下的双诚观光巴士引进10台10米级双层客车用于市区观光线路（2021年末也因疫情退役）。2023年12月，江宁公交集团首次引进由氢能源作储能装置的巴士，投放于公交833路、835路，后因故障检修而停驶直至2024年1月末（现用于公交800路）。2022年11月19日，江心洲科技生态岛园区首次将无人驾驶巴士投入运营。2025年3月21日，南京公交集团首次引入无人驾驶巴士并开始进行路测。2025年6月18日，原用于江苏园博园的双层巴士转于江宁大学城投入运营。
截止2021年8月末，南京公交集团拥有运营车辆5944台，江宁公交集团拥有运营车辆1435台，其中新能源客车（电动及插电式混合动力、氢能源）及清洁能源车（LNG）占其中绝大多数，用于城区公交运营，其余车辆用于农村客运站线路及后备。

### 当前主流的配车品牌
| - 比亚迪 - 广通 - 大金龙 - 南京金龙（东宇/开沃/创维） - 金旅 | - 宇通 - 海格 - 申沃 - 建康 |

### 曾使用的车辆品牌
| - 解放 - 亚星 - 长江（包括福莱西宝） - 恒通 - 江淮（由安凯代工） | - 黄海 - 太湖 - 中大（包括金陵） - 扬子江 - 华菱 | - 福田欧辉 - 五菱 - 友谊 - 万向（凯马百路佳） - 牡丹 |

## 运营公司与涂装
2012年7月起，南京公交改由国有控股的南京公共交通（集团）有限公司、南京江宁公共交通集团有限公司、南京溧水交通公共客运有限公司及南京淳科客运有限公司运营。
2019年11月1日，南京公共交通（集团）有限公司整体改制，撤销行政单位江南公交、扬子公交及其下属第一巴士公司、第二巴士公司、第三巴士公司、第四巴士公司、第五巴士公司、高新客运公司、大厂客运公司、六合客运公司、浦口客运公司，成立直接隶属于集团的第一客运公司、第二客运公司、第三客运公司、第四客运公司、江北新区客运公司、六合客运公司、浦口客运公司。
自该日起，作为行政单位的江南公交、扬子公交已不复存在。

### 南京江南公交客运有限公司
南京江南公交客运有限公司为南京公共交通（集团）有限公司全资子公司，由原南京公交总公司、原南京中北巴士公司以及原南京公交雅高巴士有限公司组成，承担南京江南主城区的客运。
该公司车辆主要涂装为天蓝色。
- 重组后江南公交的天蓝色“宁”字涂装
（76路的福田BJ6123C7BTD-1于迈皋桥广场）
- 重组前公交总公司的蓝色波浪涂装
（131路（今531路）的建康NJC6113G于长江大桥）
- 重组前中北巴士的橘红色波浪涂装
（68路的ZK6120HG于珠江路）
- 重组前雅高巴士的绿色涂装
（游2路（今202路）的中大YCK6105HC4于明陵路）
- 重组前公交总公司的仿北京电车涂装
（46路的金龙XMQ6116G3于中央路）
- 重组前公交车辆厂的浅绿色涂装
（10路的建康NJC6104HD3（第一批次）于兴中门）
- 重组前公交车辆厂的黄色涂装
（33路的建康NJC6104HD3（第三批次）于中央路）

### 南京扬子公交客运有限公司
南京扬子公交客运有限公司为南京公共交通（集团）有限公司全资子公司，由原南京公交总公司江北客运部、南京新宁浦巴士公司、南京中北六合巴士公司、南京中北浦口巴士公司、南京双虹巴士公司、江苏金陵交运集团有限公司、六合县新集劳务队等组成，承担南京浦口区与六合区客运以及跨江公交客运。
该公司车辆主要涂装为深红色。
- 重组后扬子公交的红色涂装
（611路于公园北路，型号为海格KLQ6109GAC5）
- 青奥期间扬子公交曾使用的橘黄相间涂装
（Y29路，型号为申沃SWB6850MG4）
- 重组前中北浦口的橘色涂装
（602路，型号为金龙XMQ6119G2）
- 重组前新宁浦巴士的黄色涂装
（183路（现为583路）于长江大桥，型号为申沃SWB6116MG）

### 南京东山公交客运有限公司
南京东山公交客运有限公司为南京江宁公共交通集团有限公司（由江宁区运营的南京通盛客运有限公司改制而成）与南京公共交通（集团）有限公司成立的合资公司，由南京江宁公共交通集团有限公司负责管理。该公司业务范围为原通盛客运、新城巴士所管辖区域，主要承担南京江宁区客运。目前该公司车辆主要涂装为绿色。
- 重组后东山公交的绿色涂装
（768路于江宁高铁站，型号为宇通ZK6125CHEVNPG21，即H12）
- 自2020年起东山公交开始使用的黑绿搭配涂装
（802路于秦淮路，型号为宇通ZK6106CHEVNPG1，即H10）
- 重组前新城巴士的紫色涂装
（104路于天元西路场站，从右至左分别为宇通ZK6100HGM和恒通CKZ6108EB1）
- 重组前东山公交的青绿色涂装，从右至左分别为福田欧辉BJ6100C7MCB和宇通ZK6105HG1

### 南京溧水交通公共客运有限公司
南京溧水交通公共客运有限公司为溧水区城建集团全资子公司，承担南京溧水区客运，目前该公司车辆主要涂装为蓝色。
- 溧水公交蓝色涂装
（溧水13路于镇江市句容市郭庄客运站，型号为宇通ZK6105HNG2）

### 南京淳科公交有限公司
南京淳科公交有限公司及其下属分公司主要承担南京高淳区客运，目前该公司车辆主要涂装为与江南公交相似的天蓝色涂装。

## 线路
1921年，南京有了第一条公交线路：下关火车站到汤山，全长28公里。第二年，为了满足市民到汤山泡温泉的需要，又开设了下关至汤山游览线。1932年，江南汽车公司开通中山陵园游览线路。1938年，南京有8条公交线路，包括：1路（夫子庙—下关车站）、2路（夫子庙—和平门）、3路（京芜车站—黄埔路）、4路（京芜车站—澄平码头）、5路（江苏路—淮清桥）、6路环线（玄武门—玄武门）、陵园游览路线（新街口—中山陵）、西郊线路（淮海路—螺丝桥）。
1960年8月1日，南京首条无轨电车线路31路开通，线路从新街口到山西路。1995年2月28日，南京公交第一条无人售票线公交9路开通。1996年，南京开通了首条双层公交线路大桥观光线（盐仓桥-泰山新村）。1998年，南京雅高巴士开通并投运南京第一条公交旅游线路游1线（现为公交201路）。2014年，南京扬子公交首次开行定制巴士。同年8月1日起，南京公交番号进行了大规模调整，很多市民对这次番号变更表示不知情。同时东山公交安禄线计划改名为763路，同样也未执行。2023年，南京公交集团在部分线路推出“响应式停靠”等服务举措。同年，南京东山公交首条网约式公交Z01路开通。

### 线路命名规则
南京市区现时的公交线路编号规则于2012年8月南京公交集团成立后启用，此后于2014年做出调整，沿用至今：
- 位于1-399之间的线路：为市区线路。运营范围位于江南的主城区。线路起源较为复杂，包含继承自原公交总公司、中北巴士、新宁浦巴士、雅高巴士、新城巴士等多个公司的线路，亦有部分由原郊区文字线和旅游线改造而来的线路，甚至有由高峰线或其他线路区间线独立而来的线路；线路性质包括市区市郊干线、支路线、旅游线、微循环公交、村村通客运、高峰线等，从番号上无法区分，因此无法按照号段进行归类。其中201路、207路、208路、209路、210路、211路为南京公交官方承认并宣传的“小蓝鲸”品牌微循环线路，实现地铁接驳、街巷穿梭、园区通勤等功能。[19] 以下谨举部分实例来体现该号段内不同性质的线路混杂编排的现状：
  - 市区干线：1路、21路、65路、100路、118路、134路、204路（原游4路改造）、303路等；
  - 市郊干线：55路（原郊区莫作线拆分改造）、62路（原郊区新西线改造）89路（原郊区瑞上线改造）、97路、142路、153路（原郊区新九线改造）、206路（原郊区南栖线改造）、309路（原郊区南马线改造）、331路（原108路改造）等；
  - 支路线：103路、104路、203路（原121路改造）、304路、317路等；
  - 旅游线：20路、34路、202路（原游2路改造）、315路、344路等；
  - 微循环公交：3路、124路、150路、185路、205路（原游5路改造）、334路、343路等；
  - 村村通客运：106路（原郊区南上线拆分改造）、184路（原郊区靖马线改造）、200路（原郊区摄西线改造）、329路、335路、339路（原郊区麒周线改造）等；
  - 高峰线（仅工作日高峰期运行）：338路、340路。
- 位于400-499之间的线路：为江北“村村通”线路，用于解决道路条件差、地理位置偏远的农村的出行问题。运营范围位于江北偏远农村与小型客运站。由南京公交集团负责运营。
- 位于500-599之间的线路：为过江线路，用于连接江北与江南。运营范围位于江南的主城区与六合区、浦口区。由南京公交集团负责运营。
- 位于600-699之间的线路：为江北主干线路，运营范围位于浦口区、六合区。由南京公交集团负责运营。
- 位于700-799之间的线路：为主城区与江宁的连接线路，运营范围位于主城区与江宁区。由江宁公交集团负责运营。
- 位于800-899之间的线路：为江宁区主干线路，运营范围主要位于江宁区。由江宁公交集团负责运营。
- 位于900-999之间的线路：为江宁“村村通”线路，用于解决道路条件差、地理位置偏远的农村的出行问题。运营范围位于江宁区及其毗邻片区偏远农村与小型客运站。由江宁公交集团负责运营。
- D字头线路：大站快车。运营线路长，运营范围广，单一票制3元。用于解决市内远距离出行的问题。根据区域的不同由上述两家集团分别运营。
- Y字头线路：夜间线路。绝大部分为通宵线路，部分仅在晚间特定时段运行。根据区域的不同由上述两家集团分别运营。
- B字头线路：接驳线或临时线。用于解决城市居民出行“最后一公里”，由南京公交集团负责运营。
- K字头线路：过江快速公交。运营范围位于栖霞区、六合区；目前仅有两条线路，由南京公交集团负责运营。
- G字头线路：旅游观光线路。根据区域的不同由上述两家集团分别运营。部分线路仅周末及法定节假日运行，部分线路仅法定节假日运行，部分线路为全日制常规线路。
- H字头线路：定制班车。由有需求的市民在公交集团网站申报，发起人数达到一定数量即可开通。由南京公交集团负责运营。
- V字头线路：公司内部通勤包车。由南京公交集团负责运营。
- T字头线路：旅游拼团线路。由南京公交集团负责运营。
- X字头线路：“求知线”品牌通学线。仅工作日早晚高峰运行（寒暑假除外）。由南京公交集团负责运营。
- Z字头线路：网约非固定线路。可通过手机预约乘车。若无预约或下车乘客，车辆将跳过部分路段运行。由江宁公交集团负责运营。[20]

## 票价与支付方式
南京公交票价分单一票价、里程计价和分段计价三种，同时2008年起为降低市民出行成本，南京公交实施“春秋票价制”，也就是每年的3月、4月、5月、10月、11月空调公交车有价格优惠。另外，南京市户籍的70岁以上长者可以持社会保障卡或敬老卡免费乘坐公交，而未成年的学生以及60-69岁的老人刷卡可以享受半价优惠。2019年3月31日起，南京公交改变换乘优惠政策，公交车、轮渡、有轨电车和地铁自首场刷卡90分钟内转乘公交车、轮渡和有轨电车优惠1.60元。1995年，南京公交开始推行无人售票改造，2025年5月1日，随着最后两个有人售票线路501路和Y32路改为上下车刷卡或刷码按里程计价，南京公交所有线路已完全实现无人售票。

### 计价方式
南京公交各线路采用如下方式计算基准价：
- 单一票价：无人售票，在所有站点上车票价均相同的售票方式；
  - 对于市区1-199线路以及大多数其他三位数线路和Y、G、B字头线路以及溧水区、高淳区运营的公交线路，实行空调车单一票价2元的票价制度；
  - 对于D字头线路及部分Y字头线路，实行空调车单一票价3元的票价制度，其中在2018年南京长江大桥维修期间部分D字头跨江线路调整票价为2元，大桥维修结束后恢复原价；
  - 对于部分中途不停站或极少停站的长距离线路，例如通过四桥高速的K1、K2路等单一票价4元，通过二桥高速的520、526路等单一票价5元；
  - 对于江宁镇村公交（9开头三位数线路），实行空调车单一票价1元的票价制度。
- 分段计价：无人售票，从起点站发车时最高票价为3元或4元，途中每到达指定站点票价下调1元，最终降至2元的收费方式，适用于部分长距离的三位数线路（如206、612、632、835、868路等）以及部分G字头线路（如G62等）；
- 按里程计价：设有售票员，根据乘客的实际乘坐距离确定票价的收费方式，适用于部分长距离的三位数线路（如501、502、503路等），此类线路起步价为2元，根据乘坐里程以0.5元为单位递增，其中通过二桥高速的501路最高票价可达6元；2025年4月，此类线路开始使用上下车分别刷卡（码）的方式记录上下车站点计算费用扣费的方式计价来实现无人售票；
- 非固定里程计价：适用于市公交集团定制线路（H字头线路）；
- 免费乘坐：适用于B1南京站接驳线以及人才创新专线。

### 支付方式和票价优惠
1999年9月，南京公用事业IC卡有限公司成立，与华夏银行联合发行华夏万通卡，同时公共汽车上安装刷卡器，使乘客能使用万通卡付费乘车。2005年8月，华夏万通卡更名为金陵通卡。2009年12月26日，南京市市民卡有限公司发行南京市民卡，该卡整合了金陵通卡的功能，市民可使用南京市市民卡刷卡乘车。2014年后，南京公交在部分线路上加装银联卡机具，乘客可使用银联卡刷卡乘车。2018年5月起，南京公交全面启动扫码车载机具换装工作，使乘客可以使用支付宝领取金陵通卡扫码乘车。2018年7月，扫码车载机具更换完毕。此外，南京也是江苏交通一卡通和交通联合的成员，因此也可以使用异地发行的交通联合卡乘坐南京公交。
以下支付方式可供所有乘客使用：
| 支付方式                   | 优惠         |
| -------------------------- | ------------ |
| 未开通优惠功能的南京市民卡 | 8折+换乘优惠 |
| 镇江和扬州发行的Desfire卡  | 8折+换乘优惠 |
| 镇江和扬州发行的交通联合卡 | 8折优惠      |
| 其他城市发行的交通联合卡   | 无优惠       |
| 乘车二维码                 | 无优惠       |
| 银联卡闪付                 | 无优惠       |
| 人民币现金                 | 无优惠       |

换乘优惠：首次刷卡乘坐南京境内任意公共交通后，在之后的90分钟内刷卡乘坐南京公交，可额外优惠1.6元。

## 安全对策
南京公交一开始大多数车辆驾驶室外并没有安装屏蔽门，自从2015年后更型的公交车大多是半封闭隔离围挡，总量约占到公交的一半左右。到2018年末的时候开始加装驾驶室隔离门，预计2019年初全部安装，并且在后续的新车招标中驾驶室屏蔽门全部安装。
2022年8月1日起，南京公交集团为提升安全运营水平执行限速新规，尽管在一定程度上消除安全隐患，但该举动实施后车辆行驶“不比自行车快”被民众质疑，随后，公交集团致歉并表示，将进一步优化举措，规范公交车驾驶员的文明行车行为。

## 公交车报站
以下列出了南京公交报站的一种格式。
1. 乘客们好欢迎您乘坐XXX路（环形）无人售票车，本车由XXX开往XXX。请您主动验卡，投币两元，不找零钱，谢谢合作。
2. 讲文明，树新风。请主动给需要帮助的乘客让个座，使用电子设备时禁止外放声音，谢谢。车在行驶中，请您站稳扶好。
3. 勿在车厢内饮食吐痰乱扔杂物，不要向车外抛物。下一站（终点站）XXX，下车请往后门走，提前准备。（请您整理好自己的行李物品，做好下车准备）
4. XXX路无人售票巴士开往XXX。请有序排队，主动让座，文明乘车。
5. XXX（终点站）到了，请带清随身物品后门下车，（欢迎您再次乘坐XXX路[环型]无人售票车，谢谢）开门请注意，下车请注意安全，过街请走人行横道线。
6. XXX（终点站）到了，XXX路（环形）无人售票车开往XXX，请有序排队主动让座 文明乘车。
7. 随后轮流往复播报。

提示语音：
1. 转弯A：请行人注意安全。【该处轮流报两遍】
2. 让座B：乘客们，请主动
3. 后移C：上车往里走，上车往里走，不要站在门口
4. 警示D：安全驾驶，文明乘车
5. 禁言E：
6. 卫生F：

### 东山公交的报站
以下列出的是东山公交的报站格式：
1. 欢迎乘坐东山公交 XXX路。
2. 下一站（终点站）XXX，（本站下车可换乘地铁XX号线）。The next stop is (terminal) XXX, Change here for metro line XX.
3. （终点站）XXX 到了，（本站下车可换乘地铁XX号线）。The stop is (terminal) XXX, Change here for metro line XX.
4. 请行人注意安全。【该处轮流报两遍】
5. 乘客们请给老人、孕妇抱小孩和乘车需要帮助的乘客让个座，照顾好您的家人和朋友，谢谢。
6. 乘客们、请站稳扶好。【该处轮流报两遍】
7. 请驾驶员切换票价两元。

### 特殊报站
在途径长江隧道/大桥/快速路/高速路的线路上，会听到这样的报站：
1. 女士们，先生们，前方即将驶入XX长江隧道/大桥/快速路/高速路。

## 场站与车队
南京公交场站由南京市城乡建设局规划。2012年7月30日，南京公共交通（集团）有限公司设立了南京公交场站有限公司，负责场站建设与日常管理。截至2019年，江南公交拥有4个分公司共42支车队，扬子公交拥有4个分公司共28支车队，主城区共有约50个场站。

### 场站
- 主城区：元化路公交场站、栖霞公交场站、大桥南路公交场站、红山南路公交场站、紫金明珠公交场站、尧化门公交场站、摄山星城公交场站、幕府东路公交场站、迈皋桥（一期）公交场站、景明佳园公交场站、集庆门大街公交场站、春江新城（北）公交场站、宝塔桥东街公交场站、钟灵街公交场站、西街公交场站、万寿公交场站、太阳城公交场站、瑞金路公交场站、春江新城公交场站、宝船南公交场站、长途东站公交场站、南京火车站公交场站、抗日航空烈士纪念馆公交场站、金域中央公交场站、安德门公交场站、银城东苑公交场站、清凉山6路场站、光华路公交场站、岱山西路公交场站、南堡公园公交场站、随家仓公交场站、集庆门公交场站、光卡路公交场站、所街公交场站、南湖公交场站、双桥门公交场站、南湾营公交场站、西善花苑公交场站、莫愁新寓公交场站、古平岗公交枢纽站、南京南站公交场站、龙江新城市广场室内公交场站、公交车辆厂、新模范马路公交场站、唐山路公交场站、中花岗公交场站、上坝公交场站、燕山新城公交场站、花园公交场站、赛虹桥公交场站、润泰公交场站、奥体新城公交场站、汉中门公交场站、板桥新城公交场站、小行小区公交枢纽站、东宝路公交场站、仙居雅苑公交场站、月苑南路公交场站、生建公交场站、金地体育公园公交场站站、八卦洲公交场站、江心洲公交场站、公交四公司、仙林湖公交场站、石埠桥公交场站、翠林公交场站、马群公交场站、墨香路公交场站、南京开发区公交场站、旭日景城公交场站、南京炼油厂公交场站、福润公交场站、莲花湖公交场站、白下高新公交场站、水关桥公交场站、白龙江西街公交场站、宁工新寓公交场站、羊山北路公交场站、汇景家园公交场站、燕子矶公交场站、紫金明珠公交场站、青奥村公交场站、西花港公交场站、鼓楼公交场站、杨庄公交场站、泰山路公交场站、龙福山庄公交场站、经天路公交场站、丁家庄公交场站

- 古平岗公交枢纽站
- 小行小区公交枢纽站
- 春江新城公交场站
- 迈皋桥（一期）公交场站
- 东宝路公交场站
- 长途东站公交场站
- 中山陵停车场公交场站
- 卡子门公交场站
- 红花村公交场站
- 风台南路公交场站

- 浦口区与六合区：天润城公交场站、大华公交场站、柳州路公交场站、泰冯路公交场站、鼎泰家园公交场站、大新华府公交场站、浦口公园场站、江浦客运站场站、临滁路公交枢纽站、芳庭潘园公交场站、鹭岛荣府公交场站、画家村公交场站、南京信息工程大学公交场站、葛塘公交场站、盘城新居公交场站、余家湾公交场站、林场公交场站、平顶山路公交场站、北外滩水城公交场站、小汤路公交场站、浦镇公交场站、和旭路公交场站、方州桥公交场站、六合北站场站、丁圩公交场站、榴美颂公交场站、熙龙山院公交场站、星甸公交场站、复兴路公交场站、灵岩公交场站、蒋湾花园公交场站、东沟客运站场站、冶山公交场站、大圣客运站场站、樊集公交场站、竹镇公交场站、泰山新村公交场站、丁家山路公交场站、新集客运站场站、中鑫路公交场站、太子山路公交场站、常家营公交场站、解放桥公交场站、沿河路公交场站、西水湾公交场站、石桥客运站场站、鼎泰公交场站、乌江客运站场站、桥林客运站场站、永宁客运站场站、江北新区研创园场站、丝兰湖公交场站、程桥客运站场站、马集客运站场站、金牛湖客运站场站、横梁客运站场站、钟林客运站场站、瓜埠客运站场站、龙袍客运站场站、珍珠泉公交场站

- 江浦客运站公交场站
- 华侨城公交场站

- 江宁区：东山公交枢纽站、青龙公交场站、佘村公交场站、百家湖公交场站、上坊公交场站、定林公交场站、河定桥客运站场站、同仁客运站场站、鸿云坊公交场站、千花溪公交场站、陈家桥公交场站、文化名园公交场站、新亭东路公交场站、陆郎公交场站、综保区公交场站、发展路公交场站、秣陵公交场站、谷里总站场站、滨江客运站场站、禄口客运站场站、正方中路客运站场站、诚信大道客运站场站、江宁公交集团、盛泰桥客运站场站、武夷花园公交场站、上曹公交场站、天旺路公交场站、灵山地铁站场站、江宁汽车客运站、林科院南公交场站、宁杭高铁江宁站场站、江宁西站场站、银杏湖公交场站、锁石生态园公交场站、吉印大道客运站场站、河海大学公交场站、东霞路公交场站、新华公寓公交场站、水阁路客运站场站、湖熟公交场站、火炬客运站场站、铜山公交场站、陶吴公交场站、丹阳公交场站、滨江中元路公交场站、建衡路公交场站、吉山花园公交场站、翔宇路北公交场站、横溪公交场站、银亿东城公交场站、土桥公交场站、汤山集镇公交场站、江宁开发区公交场站、新铜花苑公交场站

- 陈家桥公交场站
- 文化名园公交场站
- 江宁开发区公交场站

- 溧水区与高淳区：高淳枢纽站场站、石湫客运站场站、和凤客运站场站、高淳城西首末站、洪蓝公交首末站、空港新城公交首末站、团山公交场站、高平大街公交首末站、城南公交场站、中医院公交场站、宁杭高铁溧水站场站、明觉客运站场站、溧水汽车客运站、城东公交首末站、柘塘公交场站、晶桥客运站场站、杭村客运站场站、省溧中附中、高淳长途车站、桠溪客运站场站、东坝客运站场站、固城客运站场站、双牌石客运站场站

- 高淳枢纽站场站